# 第2外人部隊旅団
第2「レイ・アルフォンソ13世」外人部隊旅団（だい2レイアルフォンソ13せいがいじんぶたいりょだん、スペイン語：Brigada de la Legión "Rey Alfonso "XIII" II、略称：BRILEG）は、スペイン陸軍の旅団の一つ。空中機動を可能とする軽歩兵部隊で編成され、スペイン外人部隊の中核をなしている。

## 概要
旅団はスペイン外人部隊の各部隊、特に第3テルシオ「ドン・フアン・デ・アウストリア」を基幹にして、解隊された第23旅団支援隊などを集約して1995年7月に編成される。旅団は常に国外任務に派遣され、これまでアルバニアやコソボ他に出動した実績がある。
旅団隷下部隊は大半がアルメリア県ビアトールにあるアルバレス・デ・ソトマヨル基地（Álvarez de Sotomayor）に駐屯し、第4テルシオのみマラガ県ロンダにあるガベイラス将軍兵営（General Gabeiras）に駐屯している。

## 編制
- 旅団司令部および司令部バンデラ　在アルメリア県ビアトール
- 第3外人部隊テルシオ「ドン・フアン・デ・アウストリア」　
  - 第7外人部隊バンデラ「ヴァレンズエラ」
  - 第8外人部隊バンデラ「コロン」
- 第4外人部隊テルシオ「アレハンドロ・ファルネシオ」　在マラガ県ロンダ
  - 第10外人部隊バンデラ「ミリャン・アストライ」
- 第2外人部隊騎兵偵察群「レイエス・カトリコス」
- 第2外人部隊砲兵群　在アルメリア県ビアトール
- 第2外人部隊工兵群　在アルメリア県ビアトール
- 第2外人部隊後方支援群　在アルメリア県ビアトール
- 第2外人部隊通信中隊　在アルメリア県ビアトール